# Lizardo Peris de Vargas
Pour les articles homonymes, voir Vargas.
Lizardo Peris de Vargas, né en 1891 à Holguín (Cuba) et mort le 17 janvier 1951 à Barcelone, est un footballeur espagnol des années 1910 qui jouait au poste de gardien de but.

## Biographie
Lizardo Peris de Vargas joue au FC Barcelone de 1909 à 1913. Avec le Barça, il joue 19 matches officiels et 6 amicaux. Avec Barcelone, il remporte trois Coupes d'Espagne, quatre championnats de Catalogne et quatre Coupes des Pyrénées.
Il joue ensuite au Català SC lors de la saison 1913-1914.
Il devient ensuite arbitre.

### Liens familiaux
Ses frères Joaquín, Agustín et Enrique Peris de Vargas sont aussi des sportifs et des dirigeants sportifs de renom.